# 諏訪バス

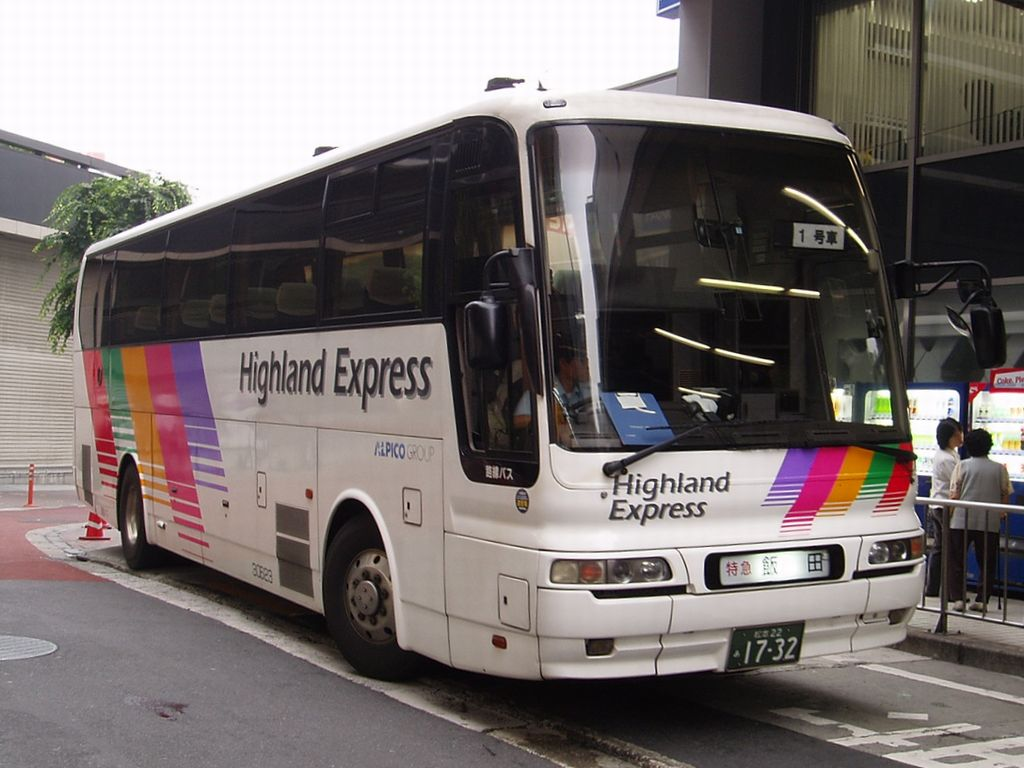
高速バス

諏訪バス（すわバス）は、アルピコ交通が運行するバス事業のうち、長野県諏訪地域を中心とするエリアの通称である。
この項では、前身である「諏訪バス」およびアルピコ交通中南信支社茅野営業所のバス路線について記述する。

## 沿革

### 旧会社情報
諏訪バス株式会社（すわバス）は、2011年3月まで長野県諏訪地域を事業範囲としていたアルピコグループのバス事業者である。
アルピコグループ交通部門の再編により、2011年4月1日付で川中島バスとともに親会社である松本電気鉄道に吸収合併され、アルピコ交通となったが、長年にわたり地域に親しまれたことや地元感情を踏まえ、旧社名の「諏訪バス」も通称として残されている。

### 年表
- 1919年（大正8年）7月3日 諏訪自動車株式会社設立[1]
- 1941年（昭和16年）7月 諏訪地区一円をエリアとする
- 1963年（昭和38年）12月 松本電気鉄道株式会社の子会社となる

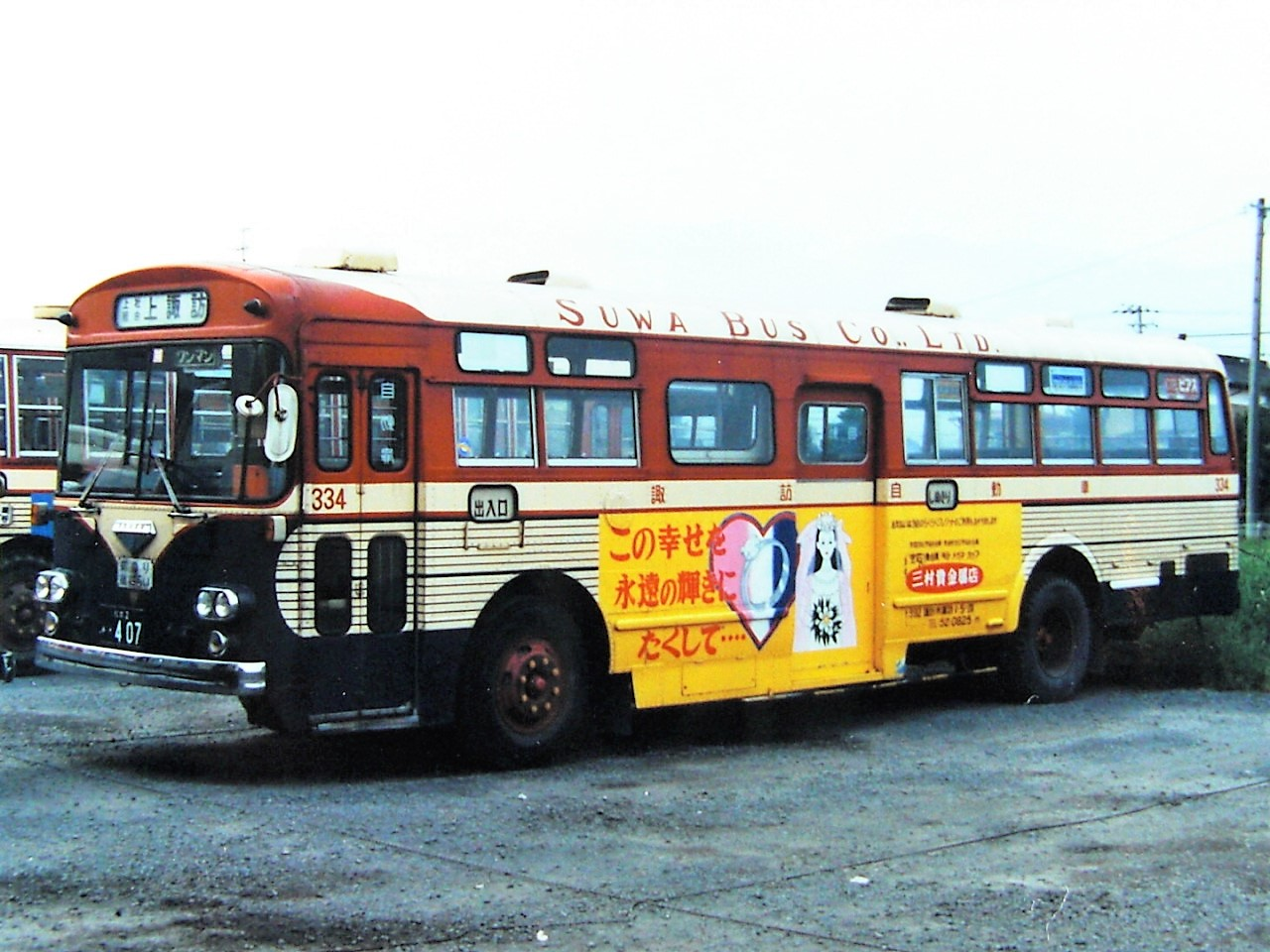
諏訪バス いすゞBU20型バス1969年式

- 1981年（昭和56年）5月 諏訪バス株式会社へ社名変更
- 1984年（昭和59年）12月 中央高速バス飯田線（飯田 - 新宿間）運行開始
- 1986年（昭和61年）11月 中央高速バス茅野線（中央道茅野 - 新宿間）運行開始
- 1987年（昭和62年）7月 中央高速バス諏訪岡谷線（上諏訪・岡谷 - 新宿間）運行開始
- 1988年（昭和63年）9月 みすずハイウェイバス運行開始
- 1989年（平成元年）
  - 7月 中央自動車道経由で茅野 - 名古屋間高速バス運行開始（1997年4月廃止）
  - 12月 中央自動車道経由で茅野 - 大阪間高速バス運行開始
- 1993年（平成5年）3月 長野自動車道経由で富士見・茅野 - 長野間高速バス運行開始（1996年廃止）
- 1999年（平成11年）
  - 8月 茅野市福祉バス運行開始
  - 9月 諏訪市内循環バス「かりんちゃんバス」運行開始
- 2000年（平成12年）7月 岡谷市民バス「シルキーバス」運行開始
- 2004年（平成16年）7月 岡谷諏訪湖循環路線バス「スワンバス」運行開始
- 2007年（平成19年）12月 アルピコグループの他18社とともに、メインバンクの八十二銀行に対し、私的整理ガイドラインに則った再生支援を要請
- 2011年（平成23年）4月1日 川中島バスとともに松本電気鉄道に吸収合併、アルピコ交通となる[4]
- 2021年10月1日～2022年2月27日　アルピコタクシー株式会社・ちの観光まちづくり推進機構(DMO)と連携し、観光庁の『既存観光拠点再生・高付加価値化推進事業』の一環で、白樺湖、蓼科湖の両エリアで路線バスとタクシーをシームレスに乗継げる実証運行事業「白樺湖エリア・蓼科湖エリアにおけるシームレス乗継実証運行」を実施。
- 2021年12月1日　同日9時00分よりスマホ乗車券（バスもり！）を岡谷・茅野線に導入。
- 2022年4月1日　茅野市通学・通勤バスを3路線から5路線に拡大。茅野市の施策により、電車の時間に合わせた運行、小中学生のニーズに合わせた運行、保護者の送迎負担の軽減、朝夕の渋滞緩和を目的とする。
- 2022年10月1日　茅野市地域公共交通AI乗合オンデマンド交通 「のらざあ」が2022年8月22日から運行開始になったことにより、茅野市内の路線バス13路線を廃止。
  - 2022年9月30日をもって廃止となった路線は、市街地循環バス、丸山線（日中生活便）、中沢線、御狩野線、豊平・泉野線、西茅野・安国寺線、東向ヶ丘線、小泉・菅沢線、中大塩・糸萱線、白井出線、玉川循環線（田道経由、小堂見経由）、柏原線、北大塩・蓼科線の13路線。
  - 2022年10月1日以降も、茅野市内を運行する路線（白樺湖・車山高原線、蓼科高原ラウンドバス、北八ヶ岳ロープウェイ線、美濃戸口線、麦草峠線、メルヘン街道バス、渋の湯線、岡谷線、理科大線、穴山・原村線［茅野バス観光が運行］、）、通学・通勤バス（ピアみどり線、米沢線、御狩野線、泉野・玉川線、丸山線）は運行を継続。
- 2022年10月24日　観光路線4路線（白樺湖・車山高原線、北八ヶ岳ロープウェイ線、奥蓼科渋の湯線、美濃戸口線）でダイヤ改正と運賃改定を実施。当該4路線は、茅野駅～観光地エリア区間内にある各バス停を停まらずに直行する運行に変更。
- 2023年6月8日　10時より、スマホ乗車券（バスもり！）の導入路線を拡大。
  - 2021年12月1日に導入した岡谷・茅野線に加えて、有賀・上社統合路線、かりんちゃんバス（諏訪市受託路線）、通学・通勤バス（ピアみどり線、泉野・玉川線、米沢線、白樺湖・車山高原線）に導入。
  - 2024年9月16日　この日を以て、上諏訪駅前バス総合案内所を閉業（のち建物解体）。
  - 2024年10月1日 この日から茅野駅前案内所の当面の間に火曜と木曜を定休日とする。ただし年末年始など連休はこの限りでない。

## 高速バス路線

### 運行中

#### 中央高速バス系統
- 岡谷・諏訪・茅野⇔新宿（中央高速バス諏訪岡谷線） アルピコ交通東京営業所・京王バス・フジエクスプレス・山梨交通・ジェイアールバス関東と共同運行
  - 停車地詳細は中央高速バスを参照。
- 飯田⇔新宿（中央高速バス飯田線） 京王バス・伊那バス・信南交通と共同運行
  - 停車地詳細は中央高速バスを参照。

#### 岡谷・諏訪 - 大阪線（アルペン諏訪号）
大阪府大阪市と長野県茅野市を結んでいる。関西地区での電話予約は阪急バスで受付。運行回数は昼行1往復、夜行1往復の計2往復である。
路線沿革
- 1989年（平成元年）12月 - 運行開始。
- 2012年（平成24年）2月 - 京都駅前経由に切り替え。
- 2013年（平成25年）7月13日 - 全便をアルピコ交通の運行に変更[5]。
- 2013年（平成25年）12月21日 - 京都駅前の停車を廃止し、高速長岡京に新規停車となる[6]。
- 2015年（平成27年）7月1日 - 昼行便のうち、利用が低迷していた午前便の運行を廃止し、夜行便の運行を再開[7]。
- 2015年（平成27年）7月17日 - この日より同年11月1日までの特定日に限り、一部便を八ヶ岳（美濃戸口）まで延伸[8]。
- 2016年（平成28年）10月1日 - 一部便をアルピコ交通大阪（現：大阪支社）担当便に割り当て[9]。
- 2019年（平成31年）3月1日 - 夜行便がユニバーサル・スタジオ・ジャパン (USJ) 発着となる[10]。
- 2019年（平成31年）4月27日 - 運賃改定[11]。
- 2019年（令和元年）7月1日 - 特定日の八ヶ岳（美濃戸口）延伸が大阪発（夜行便）のみとなる[12]。

主な運行経路
★ユニバーサル・スタジオ・ジャパン (USJ) - 阪急三番街高速バスターミナル - 新大阪（阪急バスターミナル） - 千里ニュータウン（北大阪急行桃山台駅） - ☆高速長岡京 - ★京都駅前 - 京都深草 - 岡谷駅 - 下諏訪 - 上諏訪 - 茅野バスターミナル→八ヶ岳（美濃戸口）（特定日のみ運行）
☆は昼行便のみ、★は夜行便のみ停車。
- 途中、恵那峡SA、多賀SAにて休憩(昼行便の場合)

#### 新宿 - 美濃戸口・北八ヶ岳RW・車山高原線（蓼科・八ヶ岳Snow Magic号）
新宿駅西口と美濃戸口・北八ヶ岳ロープウェイ・車山高原を結ぶ冬季限定路線。運行回数は下りが夜行便、上りが昼行便の1往復である。
路線沿革
- 2023年（令和5年）1月6日 - 運行開始[13]。
- 2023年（令和5年）2月26日 - 2023年度の運行終了。

主な運行経路
- 蓼科・八ヶ岳Snow Magic号：車山高原 - 東白樺湖 - 蓼科湖前 - 北八ヶ岳ロープウェイ - 横谷峡入口 - 美濃戸口 - 新宿駅西口
  - 途中、八ヶ岳PA、談合坂SA（上り便のみ）、石川PA（下り便のみ）にて休憩

### 過去に運行

#### 中央道高速バス系統
- 茅野 - 名古屋線（中央自動車道経由：中央道高速バス茅野 - 名古屋線）
  - 茅野バスターミナル・上諏訪駅・下諏訪・長地・岡谷市役所前・今井・中央道辰野 - 桃花台・名神一宮・名古屋（名鉄バスセンター）
    - 1989年7月21日から1日4往復で運航開始[14]。1997年10月1日に廃止[15]。

#### みすずハイウェイバス
- 富士見・茅野 - 長野線（長野自動車道経由：みすずハイウェイルート）
  - 富士見駅・茅野バスターミナル・上諏訪駅・下諏訪・長地・岡谷市役所前・今井 - 長野道みどり湖 - （この間はみすずハイウェイバスと同一停留所） - 長野駅・長野県庁
- 長野⇔飯田（みすずハイウェイバス長野・飯田線）
  - 2010年11月30日をもって、松本電気鉄道とともに共同運行から撤退（翌日以降、川中島バス・伊那バス・信南交通の3社で継続）。
    - 停車地詳細はみすずハイウェイバスを参照。

#### 中部国際空港線
- 茅野・諏訪・岡谷 - 中部国際空港線（中央自動車道経由）
  - 茅野バスターミナル・上諏訪駅・下諏訪・長地・岡谷市役所前・今井・中央道辰野 - 中部国際空港

### 高速バス予約センター
- 諏訪 予約センター
- 茅野駅前案内所 SRSセンター

## 一般路線

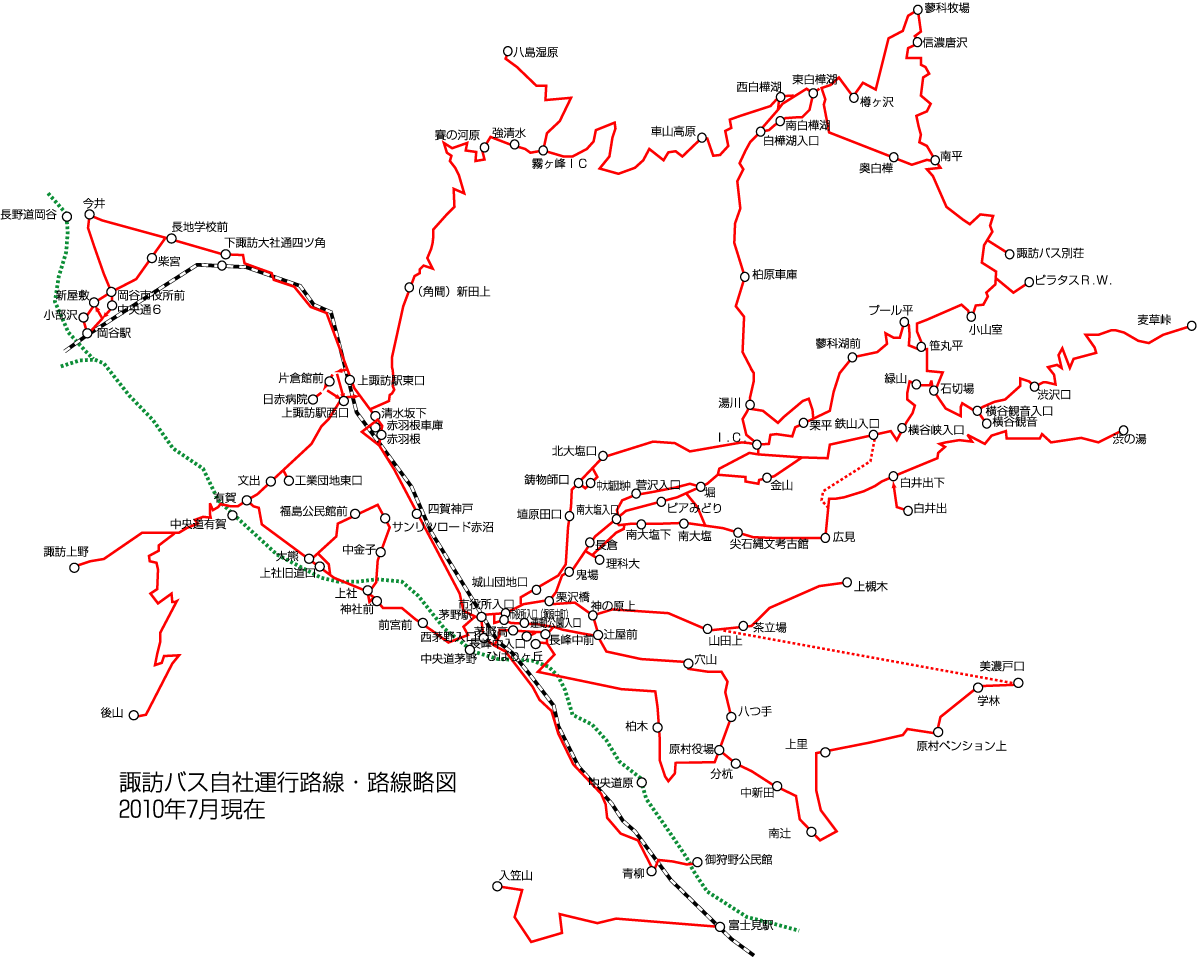
諏訪バス自社運行路線の路線略図

各市町村のコミュニティバスを除く一般路線は次の通り。
◆印＝諏訪バス公式サイトに時刻表が掲載されている路線(2010年2月初旬現在)
◇印＝茅野市公式サイト内に時刻表(PDF)新版時刻表(pdf)が掲載されている路線。
( )内は茅野市・原村公共交通活性化事業による路線名。

### 岡谷 - 下諏訪 - 上諏訪 - 茅野線（1.岡谷線）◆◇
岡谷から国道20号を経由して下諏訪・上諏訪・茅野へと走る路線。岡谷駅、下諏訪大社通り四つ角、上諏訪駅霧ヶ峰口、茅野駅がそれぞれJR各駅の最寄停留所となる。かつてはJRバス諏訪線（諏訪本線）も岡谷駅 - 今井・柴宮前 - 清水坂下（JRバスの停留所名は上諏訪清水町）間を走っていたが、2005年4月に廃止された。諏訪バス運行に移行してから、2010年4月24日改正では土日祝運行を廃止した。
運行系統は岡谷 - 茅野系統と岡谷循環系統の2つに分けられ、さらに岡谷 - 茅野系統が経由別に4系統設定されている。
諏訪大社下社春宮へは「春宮大門」で、諏訪大社下社秋宮と下諏訪駅へは「下諏訪大社通り四つ角」で降車する。
地域間幹線系統として、国・長野県・沿線自治体の補助を受ける。
- 岡谷駅 - 中央通り2丁目 - （中央通り3丁目→新屋敷/←中央通り4丁目←中央通り6丁目） - 岡谷市役所前[17] - 今井 - 長地学校前 - 下諏訪大社通り四つ角 - 上諏訪駅霧ヶ峰口 - 清水坂下 - 赤羽根 - 茅野駅
- 岡谷駅 - 小部沢 - 岡谷市役所前 - 今井 - 長地学校前 - 下諏訪大社通り四つ角 - 上諏訪駅霧ヶ峰口 - 清水坂下 - 赤羽根 - 茅野駅
- 岡谷駅 - 小部沢 - 岡谷市役所前 - 柴宮前 - 長地学校前 - 下諏訪大社通り四つ角 - 上諏訪駅霧ヶ峰口 - 清水坂下 - 赤羽根 - 茅野駅
- 岡谷駅 - 小部沢 - 岡谷市役所前 - 柴宮前 - 長地学校前 - 下諏訪大社通り四つ角 - 上諏訪駅霧ヶ峰口 - 清水坂下 - 諏訪実業高校前 - 茅野駅
- 岡谷駅 - 小部沢 - 岡谷市役所前 - 今井 - 柴宮前 - 岡谷市役所前 - 小部沢 - 岡谷駅（循環系統、2016年10月1日のダイヤ改正で廃止。）
  - 区間系統：岡谷駅 - 小部沢 - 岡谷市役所前 - 柴宮前 - 長地学校前 - 下諏訪大社通り四つ角 - 上諏訪駅霧ヶ峰口 - 清水坂下[18]

本通り経由　岡谷駅行きは
- 長地学校前→芝宮前→小井川→小口薬師堂前→岡谷市役所前→岡谷市役所前→新屋敷→小部沢→岡谷駅

となる。今井・中央通り経由　岡谷駅行きは
- 長地学校前→西堀→湖畔病院前→今井→岡工前→岡谷市役所前[17]中央通り6丁目→中央通り4丁目→中央通り2丁目→岡谷駅

今井・本通り経由　岡谷駅行きは
- 長地学校前→西堀→小井川→湖畔病院前→今井→岡工前→岡谷市役所前→新屋敷→小部沢→岡谷駅

となる。本通り経由茅野駅行きは
- 小部沢→新屋敷→岡谷市役所前→小口薬師堂前→小井川→芝宮前→長地学校前→上諏訪・茅野方面

となる。中央通り経由茅野駅行きは
- 中央通り2丁目→中央通り3丁目→新屋敷→岡谷市役所前→小口薬師堂前→小井川→芝宮前→長地学校前→上諏訪・茅野方面

となる。
平日のみの運行のため乗車の際は注意が必要である。

### 有賀・上社統合路線◆
国道20号の赤羽根車庫および上諏訪駅から有賀・湖南・大熊・中州地区を経由する路線。諏訪大社上社本宮へは「上社」下車。
- 赤羽根車庫 - 上諏訪駅霧ヶ峰口 - 上諏訪駅諏訪湖口（西口） - (工業団地西口 - 工業団地東口 - 工業団地西口 - ) - 文出 - 有賀 - 大熊 - （上社旧道口→上社→中金子→サンリツロード赤沼→福島→下金子 循環）

工業団地東口経由便は以下の通りで運行する。
- 上諏訪駅西口→工業団地東口→有賀→（循環）→赤羽根車庫（循環後は工業団地を経由しない。）
- 赤羽根車庫→上諏訪駅→（循環）→有賀→工業団地東口→赤羽根車庫（循環前は工業団地を経由しない。）

このほか、区間系統あり。

### 諏訪上野・後山線
長野県道50号諏訪辰野線を通り、有賀から有賀峠を越え、豊田地区の諏訪上野、湖南地区の青木沢・後山まで運行する。有賀 - 有賀峠間は10分・320円。有賀 - 諏訪上野間は14 - 15分・390円、有賀 - 後山間は30分または39分・800円。諏訪バス・諏訪市ともにWEBサイトには時刻表は掲載されていないので、ダイヤについては問い合わせること。
- 有賀 - 有賀峠 - 覗石口 - 青木沢口 - 後山（平日のみ1.5往復）
- 有賀 - 有賀峠 - 赤坂 - 大日向 - 諏訪上野 - 大日向 - 赤坂 - 覗石口 - 青木沢口 - 後山（平日のみ1.5往復）

2016年10月より運行休止。

### 茅野 - 青柳 - 御狩野公民館線（13.御狩野線）◇
茅野駅から国道20号を南下し、坂室・木舟・矢ノ口・青柳を経て、諏訪南インターチェンジ北側の御狩野への路線。通学対策として、茅野高校・長峰中学校を経由する便もある。
2010年10月1日からは通学対策便を諏訪バスが担当し、それ以外の経路（11・12.御狩野線）はアルピコタクシー茅野が運行する。
- 茅野駅 - 西茅野入口 - 坂室 - 木舟 - 金沢下町 - 青柳 - 御狩野公民館
- 茅野駅 - 西茅野入口 - 茅野高校前 - 長峰中学校入口 - 茅野高校前 - 坂室 - 木舟 - 金沢下町 - 青柳 - 御狩野公民館

### 茅野 - 山田上線◇
諏訪バスが運行していたが、「7.中沢線（茅野駅 - 山田上）」に変更し、アルピコタクシー茅野が運行

### 茅野駅 - 長峰 - ひばりヶ丘 - 柏木 - 払沢 - 丸山線　◇
茅野駅から茅野高校、茅野市宮川地区東部、原村への路線。
2010年10月1日からは茅野駅 - 長峰 - ひばりヶ丘 - 丸山上間に短縮し、丸山線と名称を変更する。茅野バス観光による運行となる。
- 茅野駅 - 西茅野入口 - 茅野高校前 - 長峰中学校前 - わかば保育園前 - ひばりヶ丘農協前 - ひばりヶ丘郵便局前 - ひばりヶ丘農協前 - 北久保 - 田沢 - 丸山 - 柏木 - 菖蒲沢 - 上室内 - 原村農協前 - 払沢車庫前 - 分杭 - 中新田農協前 - 中新田

区間系統あり

### 市街地循環バス（8.諏訪中央病院線）◇
茅野駅およびその近隣周辺を循環する路線で、中央病院を経由する。
- 茅野駅→塚原→中央病院→辻屋前→神の原入口→栗沢橋→市役所→本町5丁目→アクアランド→茅野
- 茅野駅 -塚原  - 運動公園入口 - 中央病院 - 辻屋前 - 神の原入口 - 栗沢橋 - 市役所入口 - 本町5丁目 - 茅野

### 茅野駅 - 理科大線（5.理科大線）◆◇
茅野駅から諏訪東京理科大への路線。
- 茅野駅 - 市役所入口 - 本町5丁目 - 栗沢橋 - 鬼場 - 福沢入口 - 理科大入口 - 理科大

### 茅野駅  -八ヶ岳小さな絵本美術館 - 美濃戸口（美濃戸口線）◆◇
- 茅野駅 - (直行) - 小さな絵本美術館八ヶ岳中央農業実践大学校前 - 学林 - 美濃戸口※土曜日、日曜日、祝日、及び7月27日から8月25日運行[19]

茅野駅- 八ヶ岳小さな絵本美術館間はノンストップである。

### 茅野駅 - 南大塩 - 尖石縄文考古館 - 奥蓼科線、茅野駅 - 南大塩 - 渋の湯線（3.渋の湯線）◆◇
- 茅野駅 - 市役所入口 - 本町5丁目 - 栗沢橋 - 鬼場 - 福沢入口 - 長倉 - 南大塩入口 - 南大塩下 - 茅野市尖石縄文考古館  - 広見 - 笹原 - 白井出下 - 明治温泉入口 - 渋の湯
- 茅野駅→市役所入口→本町5丁目→栗沢橋→鬼場→福沢入口→理科大入口→理科大→南大塩下→尖石縄文考古館→広見→笹原→白井出下→渋の湯
- 白井出→白井出下→笹原→広見→尖石縄文考古館→南大塩下→南大塩入口→長倉→福沢入口→鬼場→栗沢橋→本町5丁目→市役所入口→茅野駅

### 茅野駅 - 中大塩団地 - インターチェンジ - 蓼科湖 - プール平 - 北八ヶ岳ロープウェイ線（3.ロープウェイ線）◆◇
- 茅野駅 - 市役所入口 - 城山団地口 - 埴原田口 - 鋳物師屋口 - 中大塩団地中 - 北大塩口 - インターチェンジ - 栗平 - 蓼科湖前 - 聖光寺前 - （蓼科温泉）プール平 - 笹丸平 - 小三室 - 石臼台別荘地 - 蓼科国際ホテル村前 - 北八ヶ岳ロープウェイ
- 茅野駅→市役所入口→城山団地口→埴原田口→鋳物師屋口→中大塩団地中→北大塩口→インターチェンジ→栗平→蓼科湖前→→聖光寺前→（蓼科温泉）プール平→笹丸平→小三室→石臼台別荘地→ピラタスの丘→諏訪バス蓼科高原別荘入口→諏訪バス蓼科高原別荘→諏訪バス蓼科高原別荘入口→ピラタスの丘→石臼台別荘地→北八ヶ岳ロープウェイ

この他、区間系統あり

### メルヘン街道バス（茅野駅-尖石-横谷峡入口-横谷観音）（15.メルヘン街道バス）（17.麦草峠線）◆◇
- 茅野駅 - 市役所入口 - 本町5丁目 - 栗沢橋 - 南大塩入口 - 山寺 - 横谷峡入口 - 緑山 - 石切場 - 横谷観音入口 - 渋沢口 - メルヘン広場 - 麦草峠
- 茅野駅 - 市役所入口 - 本町5丁目 - 栗沢橋 - 南大塩入口 - ピアみどり - 尖石 - 糸萱 - 鉄山入口 - 横谷峡入口 - 緑山 - 石切場 - 横谷観音入口 - 横谷観音

メルヘン街道バスは、冬ダイヤでは緑山まで、夏ダイヤでは横谷観音までの運行となる。
麦草峠系統は特定日運行となる（令和元年度は7月中旬-10月中旬）。

### 蓼科高原ラウンドバス（16.蓼科ラウンドバス）◇
- 茅野駅 -  - インターチェンジ - 栗平 - 蓼科湖前 - 聖光寺前 - （蓼科温泉）プール平 - 笹丸平 - 小三室 - 石臼台別荘地 - 蓼科国際ホテル村前 - 北八ヶ岳ロープウェイ - 蓼科国際ホテル村前 - 石臼台別荘地 - ピラタスの丘 - 諏訪バス蓼科高原別荘入口 - 南平 - 信濃唐沢 - 蓼科牧場 - からまつ平 - 東白樺湖
- 茅野駅 -  - 横谷峡入口 - 緑山 - 石切場 - 十文字平 - 笹丸平 - （蓼科温泉）プール平 - 蓼科湖前 - 聖光寺前 - （蓼科温泉）プール平 - 笹丸平 - 小三室 - 石臼台別荘地 - 蓼科国際ホテル村前 - 北八ヶ岳ロープウェイ - 蓼科国際ホテル村前 - 石臼台別荘地 - ピラタスの丘 - 諏訪バス蓼科高原別荘入口 - 南平 - 奥白樺 - 東白樺湖 - 南白樺湖 - 白樺湖入口 - 西白樺湖 - 世界の影絵・きり絵・ガラス・オルゴール美術館 - 車山高原

### 茅野駅 - 白樺湖 - 車山高原 - 霧ヶ峰 - 新田上 - 上諏訪駅線（2.白樺湖線）◆
「上諏訪駅」バス停の乗客は、日赤→新田上方面は「上諏訪駅諏訪湖口」で、新田上→日赤は「上諏訪駅霧ヶ峰口」で取り扱い。

#### 霧ヶ峰 - 新田上 - 上諏訪 - 日赤系統
- 日赤病院 - D51前 - （→上諏訪駅諏訪湖口/←片倉館前←上諏訪駅霧ヶ峰口）
- 日赤病院 - D51前 - （→上諏訪駅諏訪湖口/←片倉館前←上諏訪駅霧ヶ峰口） - 新田上 - 強清水
- 上諏訪駅 - 新田上
- 上諏訪駅 - 新田上 - 強清水 - 霧ヶ峰インターチェンジ

#### 茅野駅 - 霧ヶ峰-上諏訪線
- 茅野駅→市役所入口→本町5丁目→城山団地口→埴原田口→鋳物師屋口→北大塩口→インターチェンジ→湯川→柏原公民館前→柏原車庫前→緑の村入口→白樺湖入口→南白樺湖→東白樺湖→西白樺湖→大門峠→車山高原→車山肩→霧ヶ峰インターチェンジ→強清水→新田上→上諏訪駅霧ヶ峰口
- 茅野駅 - 市役所入口 - 本町5丁目 - 栗沢橋 - 鬼場 - 福沢入口 - 長倉 - 南大塩入口 - 菅沢入口 - 堀 - 北部中学校入口 - 芹ヶ沢 - インターチェンジ - 湯川 - 柏原公民館前 - 柏原車庫前 - 緑の村入口 - 白樺湖入口 - 南白樺湖 - 東白樺湖 - 西白樺湖 - 大門峠 - 車山高原 - 車山肩 - 霧ヶ峰インターチェンジ - 強清水 - 新田上 - 上諏訪駅霧ヶ峰口

片道運賃2300円

### 白樺湖 - 霧ヶ峰 - 八島湿原線
- 八島湿原→霧ヶ峰インターチェンジ→強清水→霧ヶ峰インターチェンジ→車山肩→車山高原→大門峠→西白樺湖→東白樺湖→南白樺湖→白樺湖入口→緑の村入口→柏原車庫前→柏原公民館前→湯川→インターチェンジ→芹ヶ沢→北部中学校入口→堀→菅沢入口→南大塩入口→長倉→福沢入口→鬼場→栗沢橋→本町5丁目→市役所入口→茅野駅
- 東白樺湖→南白樺湖→白樺湖入口→西白樺湖→大門峠→車山高原→車山肩→霧ヶ峰インターチェンジ→強清水→霧ヶ峰インターチェンジ→八島湿原
- 上諏訪駅 - 新田上 - 強清水 - 霧ヶ峰インターチェンジ - 八島湿原
- 強清水 - 霧ヶ峰インターチェンジ - 八島湿原

### 茅野駅 - 堀 - インターチェンジ - 湯川 - 柏原 - 白樺湖 - 車山高原線（2.白樺湖線）◆◇
- 茅野駅 - 市役所入口 -  - 栗沢橋 - 鬼場 - 福沢入口 - 長倉 - 南大塩入口 - 菅沢入口 - 堀 - 北部中学校入口 - 芹ヶ沢 - インターチェンジ - 湯川 - 柏原公民館前 - 柏原車庫前 - 緑の村入口 - 白樺湖入口 - 南白樺湖 - 東白樺湖 - 西白樺湖 - 大門峠 - 車山高原
- 車山高原→大門峠→西白樺湖→東白樺湖→南白樺湖→白樺湖入口→緑の村入口→柏原車庫前→柏原公民館前→湯川→インターチェンジ→芹ヶ沢→北部中学校入口→堀→山寺→南大塩入口→長倉→福沢入口→鬼場→栗沢橋→本町5丁目→市役所入口→茅野駅
- 茅野駅 - 市役所入口 栗沢橋 - 福沢入口 - 長倉 - 南大塩入口 - 山寺 - 堀 - 北部中学校入口 - 芹ヶ沢 - インターチェンジ - 湯川 - 柏原公民館前 - 柏原車庫前→緑の村入口→白樺湖入口→南白樺湖→東白樺湖→西白樺湖→大門峠→車山高原→車山肩→霧ヶ峰インターチェンジ→強清水→新田上→山の神→中町→上諏訪駅霧ヶ峰口
- 茅野駅→市役所入口→城山団地口→埴原田口→鋳物師屋口→北大塩口→インターチェンジ→湯川→柏原公民館前→柏原車庫前→緑の村入口→白樺湖入口→南白樺湖→東白樺湖→西白樺湖→大門峠→車山高原

この他、区間系統あり
茅野駅発上諏訪駅霧ヶ峰口行きは夏ダイヤのみ運行となる。
茅野駅 - 上諏訪駅霧ヶ峰口まで車山高原経由で片道2300円。
冬は車山高原が終点となる。

## 車庫・営業所

### 茅野営業所（本店）

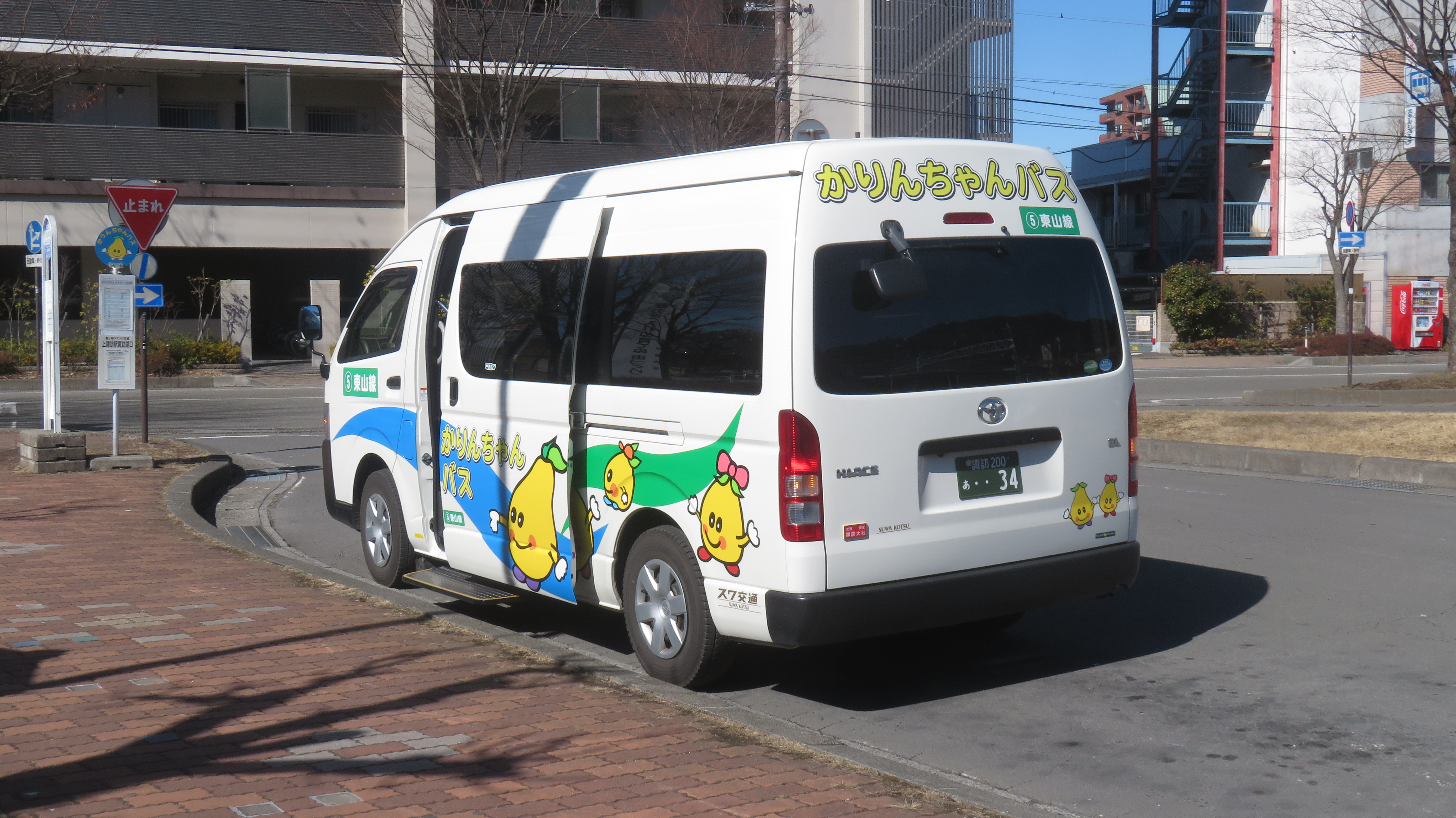
かりんちゃんバス

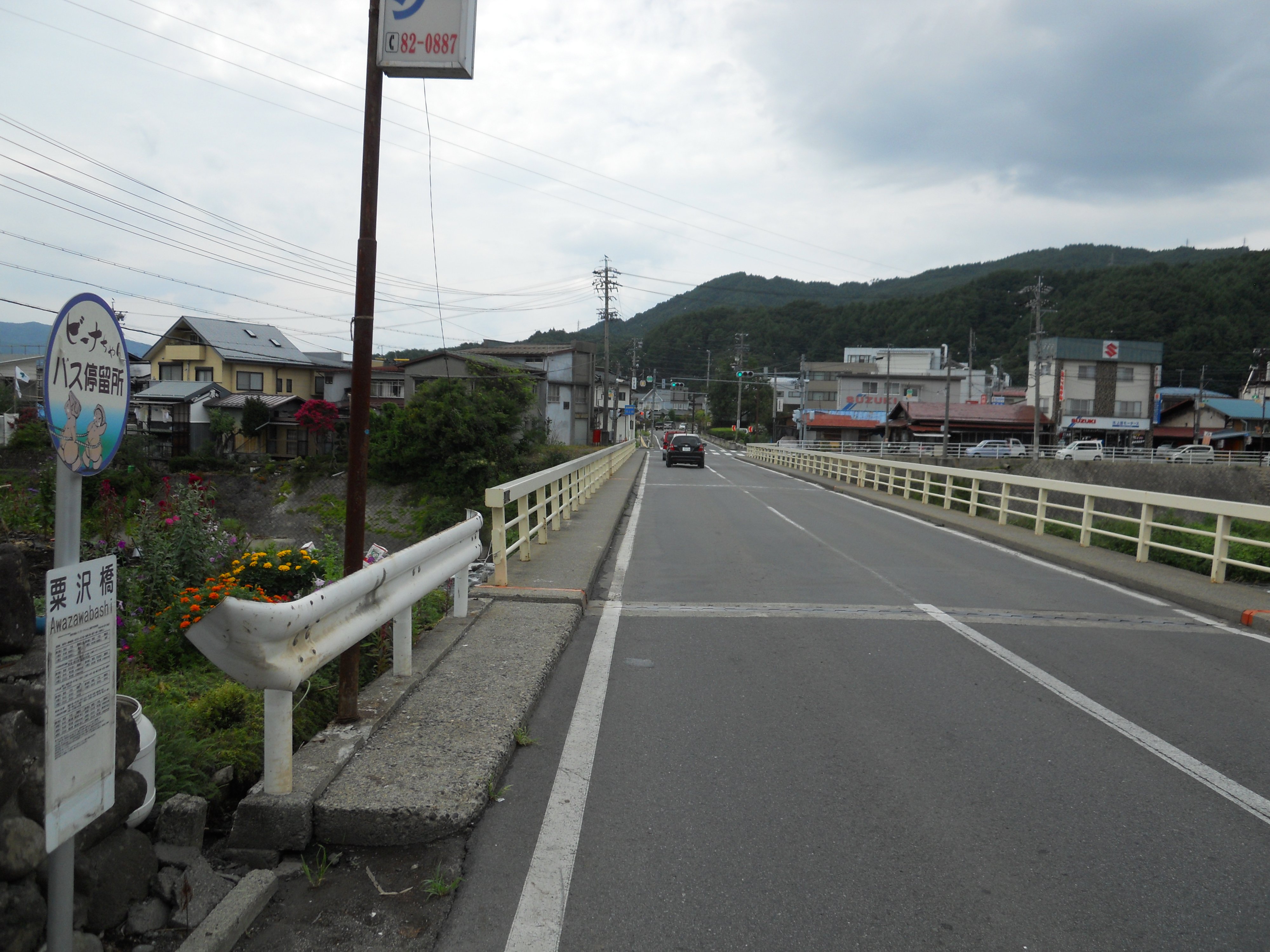
茅野市　粟沢橋ビーナちゃんバス停（2013年撮影:現在廃止）

- 所在地：長野県茅野市ちの3419-6
- 担当路線
  - 路線バス：白樺湖・霧ヶ峰・蓼科高原・車山高原方面
  - スワンバス（諏訪湖循環バス）

上諏訪駅西口 - すわっこランド - 湊支所前 - 岡谷駅南口 - 岡谷市役所前 - ロマネット入口 - 下諏訪町役場 - 下諏訪駅前 - 大和 - 上諏訪駅西口

- - かりんちゃんバス（諏訪市循環バス）
  - ビーナちゃんバス（茅野市循環バス）

- - 高速バス全線

### 岡谷（神明）車庫
- 所在地：長野県岡谷市神明町

高速バス共同運行各社（山梨交通・京王バス東・フジエクスプレス）の待機所・宿泊所としても利用されていた。
※2010年7月発売の バスマガジン42号では、名称が神明車庫になっている。
- 担当路線
  - 諏訪本線

岡谷 - 下諏訪 - 上諏訪 - 茅野　（本線）

※2017年9月30日をもって岡谷（神明）車庫は廃止となった。
高速バス共同運行各社（山梨交通・京王バス東・フジエクスプレス）の待機所・宿泊所はアルピコタクシー諏訪支店岡谷営業所となった。

### 赤羽根車庫
- 所在地：長野県諏訪市赤羽根

現在は待機所に格下げされている。
- 以前担当していた路線：霧ヶ峰・有賀・上社循環線

## 乗降方法
松本電鉄バスエリア・川中島バスエリアとは異なり、前乗り前降りで、中(後)扉は除雪用具置き場になっている為、車椅子での乗降はできない。また、ベビーカーは折りたたんで乗降する。

## 各種乗車券
- 蓼科高原ラウンドバス1日券、2日券

1日券は2000円、2日券は2800円で販売。利用可能範囲はラウンドバス・諏訪バス路線の茅野駅 - 白樺湖・蓼科湖 - 車山高原、ピラタスロープウェイ、横沢観音などにまたがるエリア。茅野駅および上諏訪駅の案内所、ラウンドバス車内で発売。詳細
- 蓼科・白樺湖・霧ヶ峰フリークーポン

連続する4日間有効。大人5000円、小人2000円。利用可能路線は、観光客向けバス時刻表に掲載されている茅野駅 - 白樺湖 - 車山高原 - 霧ヶ峰 - 上諏訪駅線、白樺湖 - 霧ヶ峰 - 八島湿原線、茅野駅 - 中大塩団地中 - 北大塩口 - 蓼科湖 - プール平 - ピラタスロープウェイ線、茅野駅 - 尖石縄文考古館 - 奥蓼科渋の湯線、茅野駅 - 原村ペンション線 - 美濃戸口線、茅野駅 - 横谷峡入口 - 横谷観音入口 - 麦草峠、メルヘン街道バス、蓼科高原ラウンドバスの各路線と、かりんちゃんバス、有賀上社統合路線、茅野 - 大熊線、岡谷 - 上諏訪 - 茅野線。茅野・上諏訪の案内所と、主な旅行代理店で販売。

## 車両
| 旧塗色（1987年撮影） |  | 1987年導入の自社発注車。非冷房（1992年撮影） P-MP218M(エアロスターK) |
| 旧塗色（1987年撮影） |  | 1987年導入の自社発注車。非冷房（1992年撮影） P-MP218M(エアロスターK) |

路線車両はいすゞ・三菱・日野の3メーカーが在籍している。
路線バス車両については、自社発注車は1990年代に入るまでは非冷房車での導入で、貸切車両からの格下げ車のみが冷房車となっていた。

1990年代からは主に移籍車両の導入によって冷房化が図られ、路線車の大半は京阪バス・都営バス・遠州鉄道・阪急バス・東武バスから転入した車両も在籍していたが、2011年末から2012年にかけて松本本社管内（旧：松本電鉄）のHIMRが転入し廃車となった。現在は都市部からの移籍車両、松本本社や長野支社で使用されていた車両で代替を行うようになった。

## 車両称号
| 3            | 0    | 1    | 63       |
| ------------ | ---- | ---- | -------- |
| グループ番号 | 年式 | 車種 | 通し番号 |

### グループ番号
- 1…アルピコ交通本社(旧：松本電鉄バス)
- 2…アルピコハイランドバス
- 3…アルピコ交通諏訪支社（旧：諏訪バス）
- 4…アルピコ交通長野支社(旧：川中島バス)

### 年式
- 2009年の場合であれば下4桁の9が入るが、採用されていない車両もある。

### 車種
- 1…大型車
- 2…コミュニティーバス・小型車
- 3…中型車(路線バス)
- 6…高速車種
- 8…貸切車種

### 号車番号
- その際登録される通し番号になる。

## 車両称号（2012年より、アルピコ交通共同仕様）
| 13   | 0    | 22       |
| ---- | ---- | -------- |
| 年式 | 車種 | 通し番号 |

### 年式
- 2013年の場合であれば下5桁,下4桁の1と3が入る。

### 車種
- 0…高速車種　トイレ有り、
- 1…高速/特急車種　トイレなし
- 2…ハイブリッド路線／特急対応
- 3…大型車(主に新規)
- 4…大型車(主に都市部からの移籍)
- 5…中型車(新規・移籍)
- 6…コミュニティーバス・小型車
- 7…貸切車種
- 8：貸切車種

### 号車番号
- その際登録される通し番号になる[注釈 2]。

## ナンバープレート
- 2005年までは松本ナンバーで登録されていたが、2006年からはご当地ナンバーが導入されたため諏訪ナンバーで導入している。